# Brécey
Brécey ist eine französische Gemeinde mit 2166 Einwohnern (Stand: 1. Januar 2022) im Département Manche in der Region Normandie. Sie gehört zum Arrondissement Avranches und zum Kanton Isigny-le-Buat. Die Einwohner werden Brécéens genannt.

## Geographie

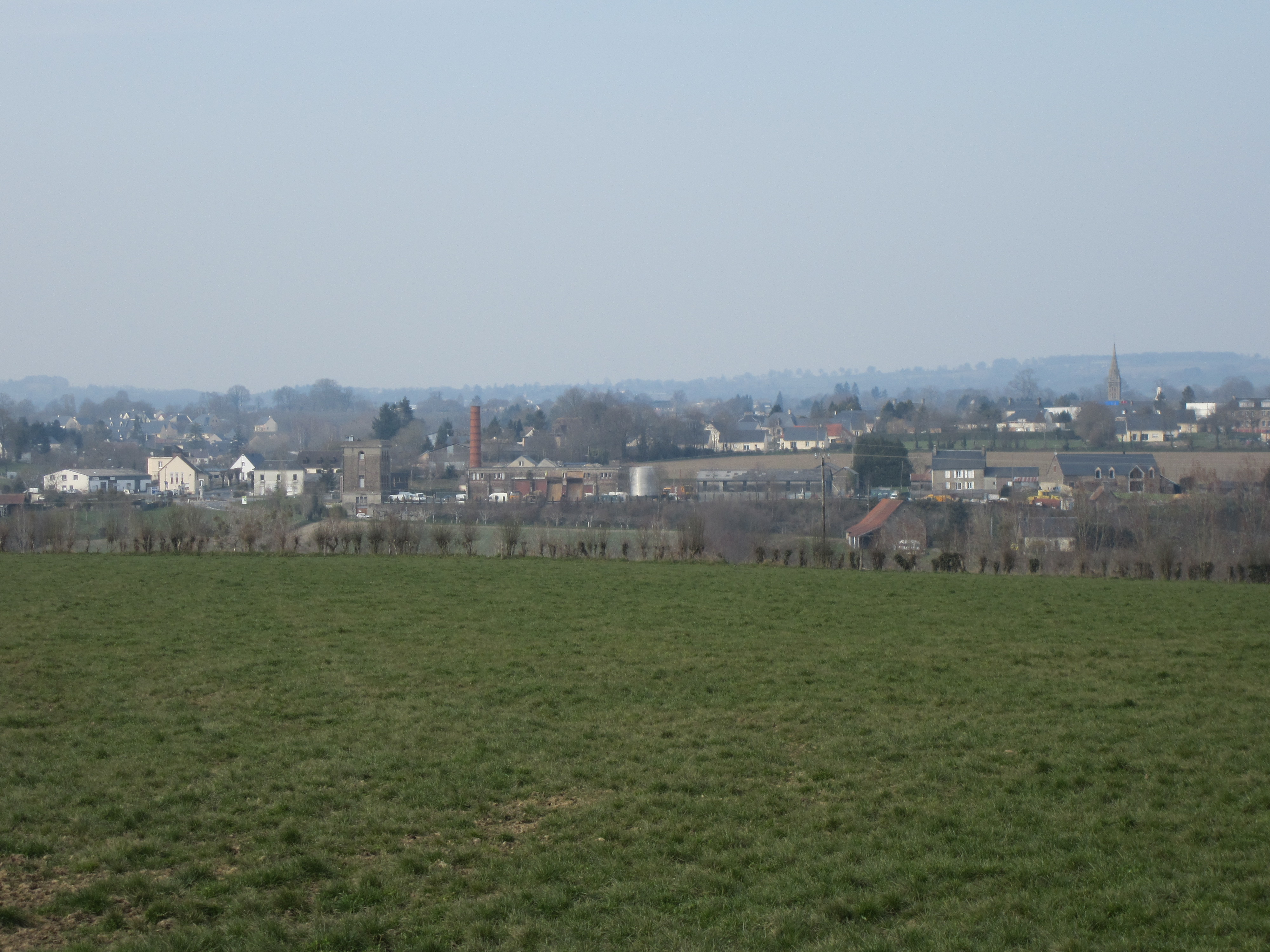
Blick auf Brécey im Tal der Sée

Brécey liegt an der Sée, einem Fluss zum Ärmelkanal. An der westlichen Gemeindegrenze verläuft ihr Zufluss Bieu. Umgeben wird Brécey von den Nachbargemeinden Les Loges-sur-Brécey im Norden, Saint-Laurent-de-Cuves im Osten und Nordosten, Les Cresnays im Osten und Südosten, Reffuveille im Südosten, Le Grand-Celland im Süden, Le Petit-Celland im Südwesten, Vernix im Westen und Südwesten, Saint-Georges-de-Livoye im Westen und Nordwesten sowie Notre-Dame-de-Livoye im Nordwesten.
Durch die Gemeinde führt die frühere Route nationale 799. Diese wurde nach einer Reform um 1972 deklassiert; seitdem heißt die im Département Manche RD999 und im Département Mayenne RD31.

## Bevölkerungsentwicklung
| Jahr      | 1962 | 1968 | 1975 | 1982 | 1990 | 1999 | 2006 | 2012 | 2018 |
| Einwohner | 2026 | 2046 | 1958 | 1980 | 2029 | 2113 | 2150 | 2142 | 2139 |

## Kultur und Sehenswürdigkeiten

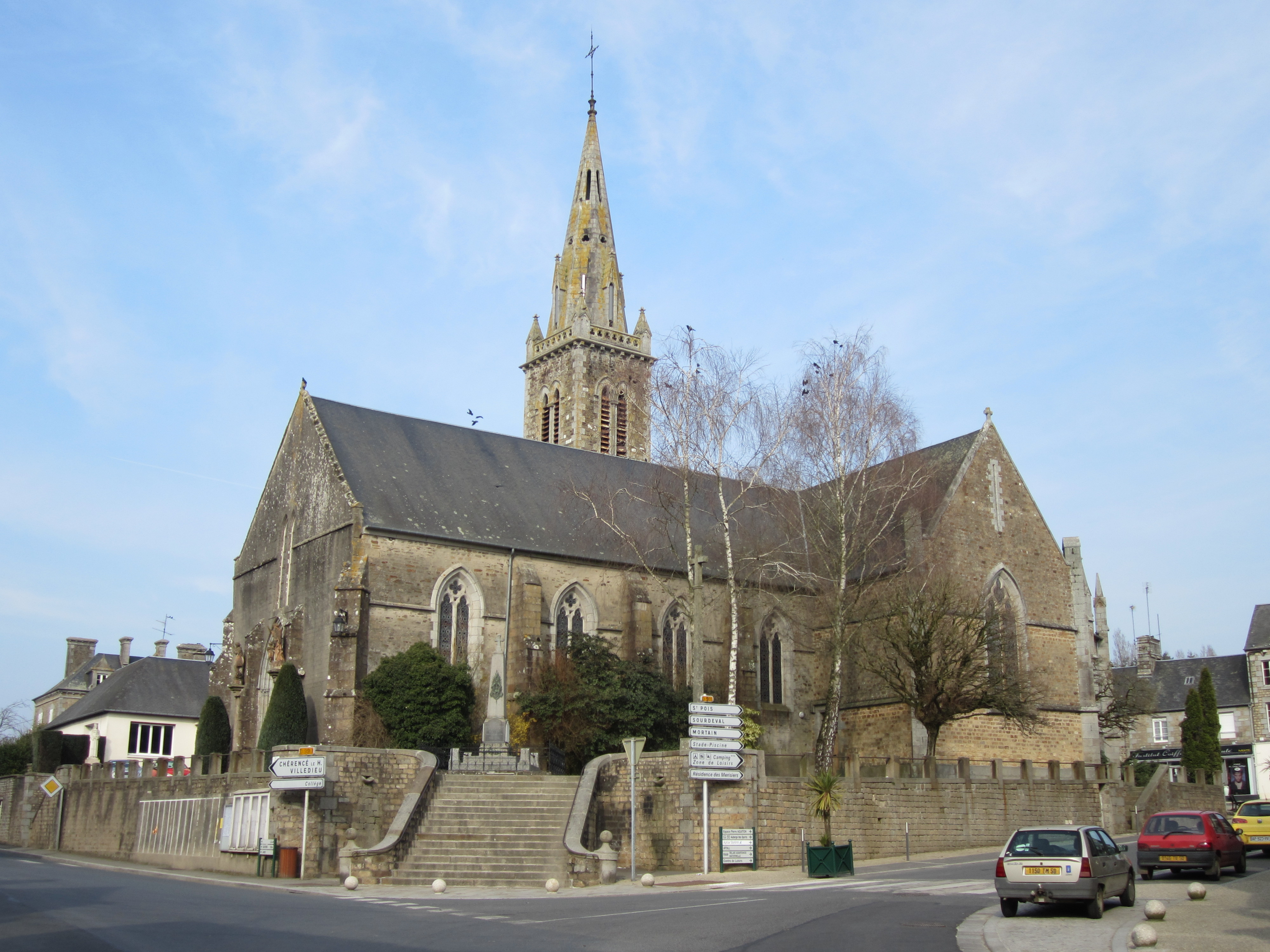
Kirche Saint-Martin

- Kirche Saint-Martin aus dem 16. Jahrhundert
- Schloss Vassy, von 1613 bis 1620 erbaut, seit 2000 Monument historique
- Schloss La Brisolière aus dem 18./19. Jahrhundert

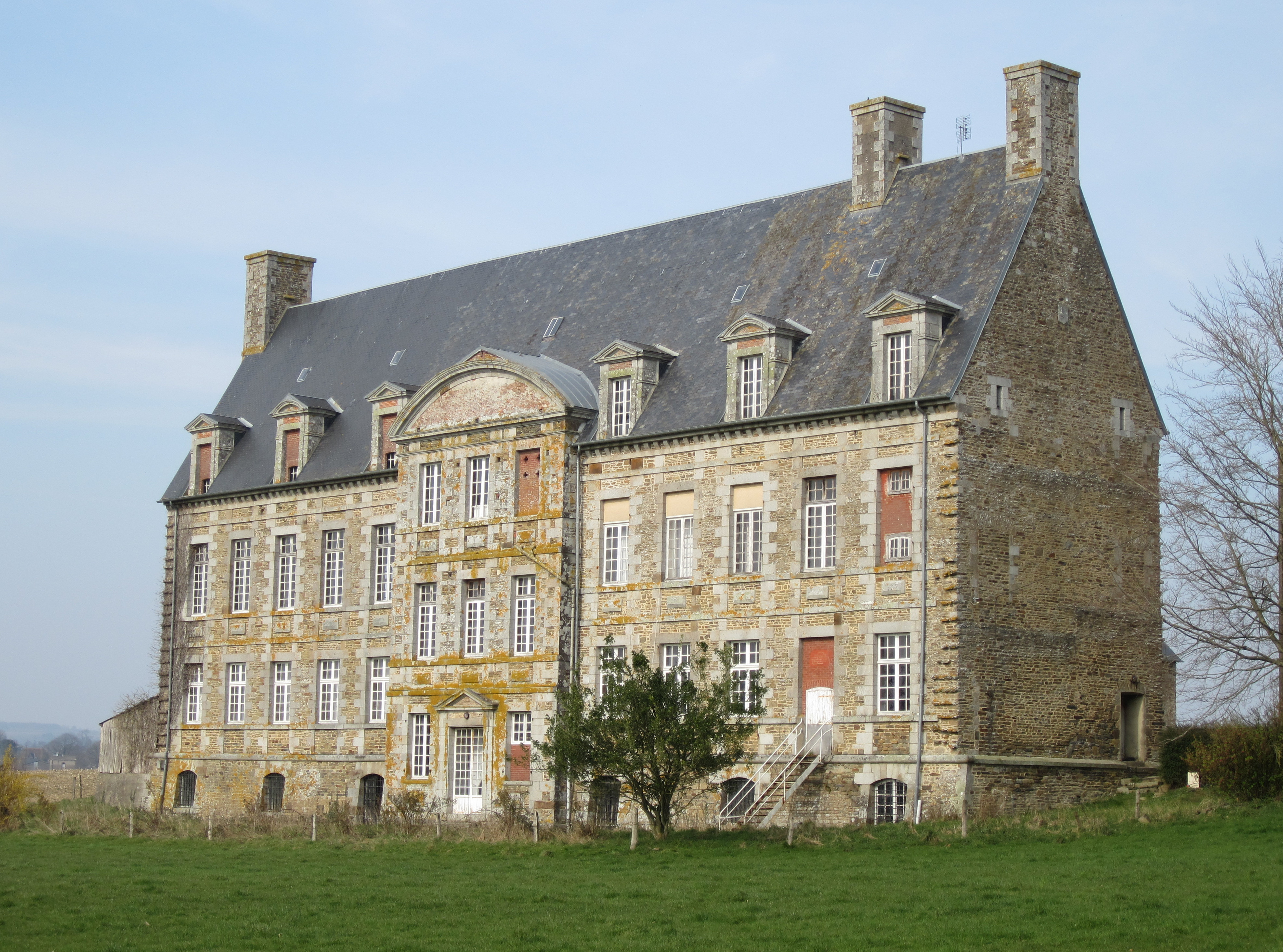
Schloss Vassy

## Gemeindepartnerschaften
Mit den niedersächsischen Gemeinden Nordstemmen (seit 1991) und Banteln (seit 1993) bestehen Partnerschaften.